# Haydée
Haydée è un personaggio dell'anime Il conte di Montecristo  di Mahiro Maeda. Haydée è la principessa del pianeta Janina, un lontano regno sperduto nella galassia.

## Storia

### Passato
La ragazza viveva tranquillamente nel suo regno finché questi non si ritrovò coinvolto in una guerra tra due potenze aliene provenienti da pianeti vicini, costringendo la sua gente ad affidarsi a degli alleati giunti dalla Terra. Le loro speranze si infransero quando Fernand de Morcerf, allora comandante di uno squadrone dell'esercito terrestre ed inizialmente alleato politico del Pascià Alì-Tebelen (Padre di Haydée e sovrano di Janina), tradì per ragioni segrete il popolo che avrebbe dovuto proteggereale. Il giovane, ancora sotto il nome di Fernand Mondego, uccise il Pascià trafiggendolo con la propria spada, mentre la piccola Haydée (all'epoca dei fatti aveva appena quattro anni) e la madre vennero vendute come schiave dai soldati francesi. Fernard fu premiato per quella guerra diventando generale, accolto in patria come un eroe e ricevendo la Legion d'Onore, e successivamente presentandosi all'alta società di Parigi come il Conte di Morcerf. La bambina viene poi acquistata al mercato di schiavi da Il conte di montecristo durante uno dei suoi viaggi nello spazio, e insieme i due meditano vendetta contro coloro che hanno rovinato le loro vite.

### Presente
Lo ritroviamo per la prima volta nel sottosuolo di Parigi, in quella che sembra essere una caverna enorme, intenta a suonare l'arpa. La ragazza viene quasi non notata perché si confonde con l'ambiente. Albert de Morcerf rimane incantato al suono della sua melodia. Nel corso della serie la vediamo seguire scrupolosamente il copione del conte, infatti anche se alla prima vista di Fernand sverrà, successivamente sarà lei a screditarlo agli occhi di chiunque volesse votarlo (nel frattempo Morcerf si sta candidando come presidente), accusandolo di tutte le atrocità che effettivamente commise anni prima.

## Carattere
Il suo carattere lo scopriamo negli ultimi episodi, dopo aver accusato Morcerf alla camera del Parlamento per i suoi crimini di guerra davanti all'intera corte e persino davanti alla moglie dell'uomo, in preda a forti sentimenti contrastanti, rendendosi conto che la vendetta non è stata dolce come lei aveva creduto; e dalla sua premura verso il conte, per il quale nutre profondi sentimenti. Alla fine della serie, reclutati i vecchi servitori ed amici del conte, ritorna di nuovo come principessa nel suo regno, riacquistando il suo diritto al trono e venendo incoronata imperatrice di Janina.